# Anolis sheplani
Anolis sheplani este o specie de șopârle din genul Anolis, familia Polychrotidae, descrisă de Schwartz 1974. Conform Catalogue of Life specia Anolis sheplani nu are subspecii cunoscute.